# Clubiona hystrix
Clubiona hystrix este o specie de păianjeni din genul Clubiona, familia Clubionidae, descrisă de Berland, 1938. Conform Catalogue of Life specia Clubiona hystrix nu are subspecii cunoscute.